# Cryptocarya citriformis
Cryptocarya citriformis là loài thực vật có hoa trong họ Nguyệt quế. Loài này được (Vell.) P.L.R.Moraes mô tả khoa học đầu tiên năm 2005.